# 포인트 포 계획
포인트 포 계획(Point Four 計劃)은 미국의 트루먼 대통령이 1949년 1월에 제창된 후진국 개발을 위한 원조계획이다. 이 계획은 중남미 원조에 중점을 두고 민간의 자본이동을 촉진하는 동시에 기술원조를 공여키로 하였다. 1950년 집행기관으로 미국 국무부에 기술협력국(TCA)이 설치되었다.